# El Peñol

Localização do município de El Pñol, no departamento de Antioquia.

El Peñol é uma cidade e município da Colômbia, no departamento de Antioquia. É nacionalmente conhecida pelo monolito de mesmo nome, uma atração turística local.
Situa-se a 67 quilômetros de Medellín, tem uma área de 143 quilômetros quadrados e sua população, conforme o censo de 2002, é formada por 17 622 habitantes.